# 偏店站
偏店站是位于中华人民共和国河北省邯郸市涉县偏店乡的一个铁路车站，邮政编码056402。车站建于1971年，有邯长铁路经过该站，现办理客货运业务，车站及其上下行区间均已电气化。车站距离邯郸站97公里，隶属中国铁路北京局集团，是四等站。
本站与天津铁厂有限公司专用铁路接轨（天津铁厂为天津市河东区在涉县的飞地）。